# Filiel

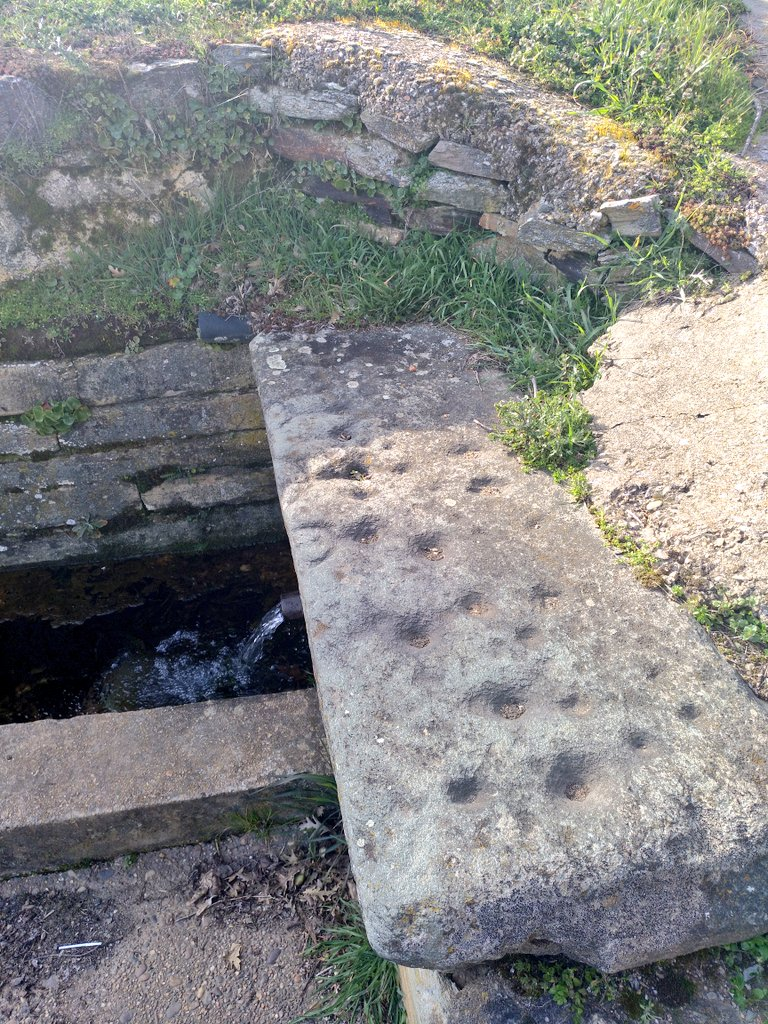
Petroglifos de la Fuente del Mato de Filiel

Filiel es una localidad del municipio de Lucillo, en la provincia de León, Comunidad Autónoma de Castilla y León (España). Entre sus atractivos turísticos destaca la ermita de San Antonio, la fuente El Mato y las eras (La Veiga). Además, en su territorio se encuentran numerosos restos romanos, destacando su castro denominado por los lugareños como "La Corona del Castro". 

## Situación

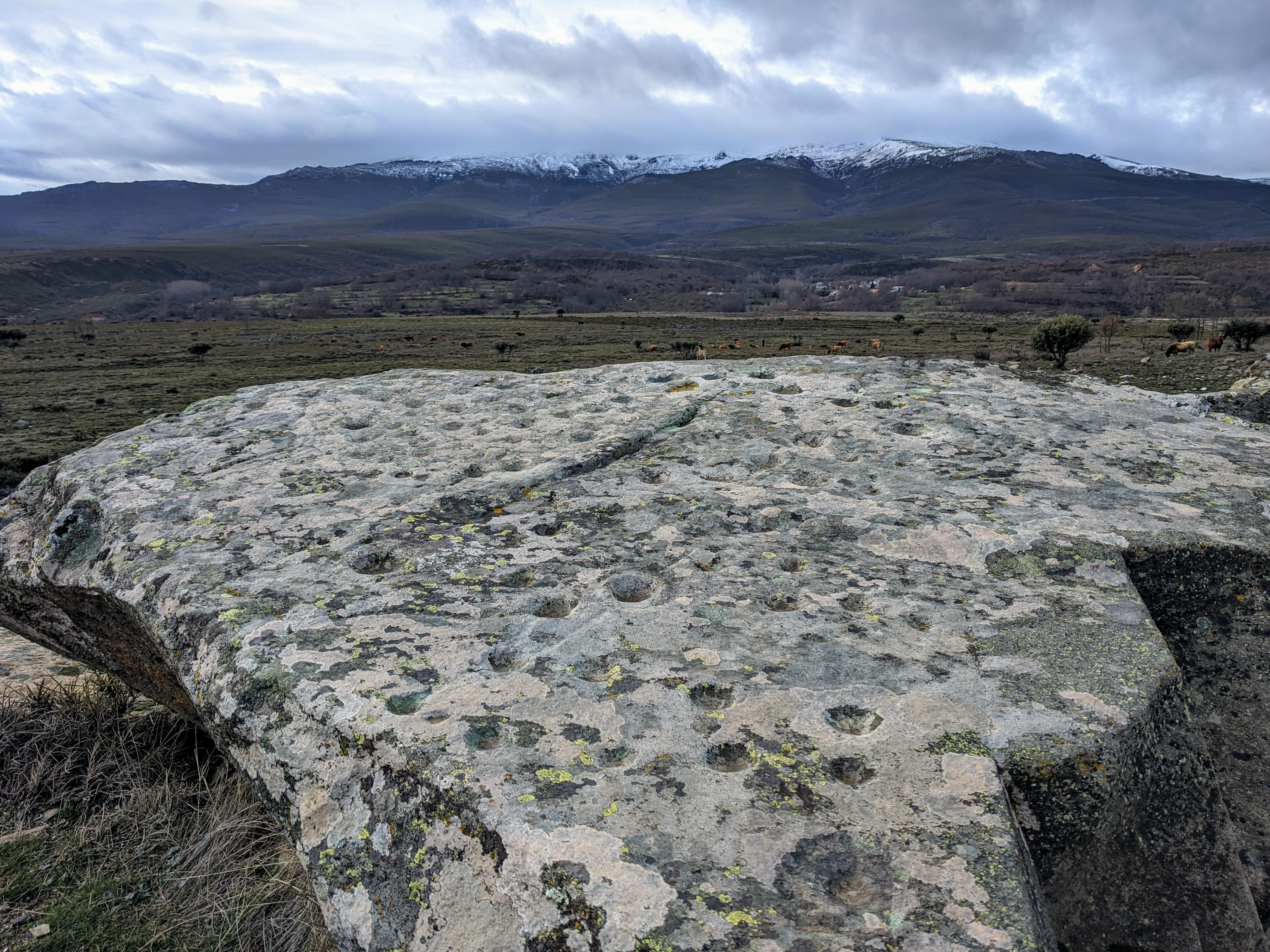
Petroglifos de Peña Fadiel, en las cercanías de Filiel

Confina al N con Chana de Somoza y Lucillo; al E con Boisán; al O con Molinaferrera y al S con Corporales (León)|Corporales.

## Evolución demográfica
| 2000 | 2001 | 2002 | 2003 | 2004 | 2005 | 2006 | 2007 | 2008 | 2009 | 2010 | 2011 |
| 115  | 115  | 109  | 110  | 107  | 107  | 105  | 109  | 119  | 111  | 103  | 115  |

- Datos: Q5861963
- Multimedia: Filiel / Q5861963